# Dennistoun Burney
Sir Charles Dennistoun Burney, 2. Baronet (* 28. Dezember 1888 auf Bermuda; † 11. November 1968 in Hamilton, Bermuda) war ein britischer Marineoffizier, Ingenieur, Unternehmer und ein Politiker der Conservative Party.

## Militärische Laufbahn

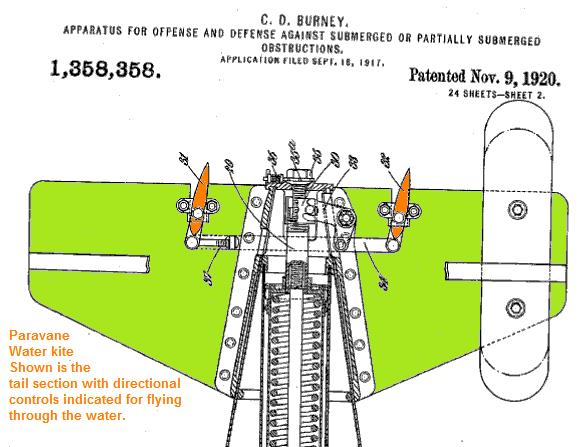
Patent des Räumotters

Burney war der einzige Sohn des Flottenadmirals Sir Cecil Burney, 1. Baronet, aus dessen Ehe mit Lucinda Marion Burnett. Er trat in die Royal Navy ein, seine Ausbildung begann auf dem Schulschiff Britannia im Jahr 1903. Anfang 1905 wurde er Midshipman auf dem Schlachtschiff Exmouth. Er wurde 1909 auf den Zerstörer Crusader versetzt; dieses diente als Versuchsschiff für experimentelle U-Jagd-Waffen.
1911 entwarf er ein Wasserflugzeug mit dem Rumpf eines Tragflügelboots. Weitere Entwicklungen führte die Bristol Aeroplane Company durch und zwei Prototypen Bristol-Burney X.2 und X.3 wurden gebaut, bewährten sich aber nicht.
Nach dem Ausbruch des Ersten Weltkriegs, wurde Burney das Kommando über den Zerstörer Velox übertragen. Aber kurze Zeit später ging er zu der Forschungseinrichtung HMS Vernon in Portsmouth. Dort konstruierte er 1916 den Räumotter, einen über Schleppleine gezogenen Unterwassergleiter für die Suche und Räumung von Seeminen. Diese Erfindung brachte ihm £350,000 an Lizenzgebühren, weil auch ausländische Marinen sein Patent nutzen. 1917 wurde er als Companion des Order of St Michael and St George (CMG) ausgezeichnet. Burney schied 1920 im Rang eines Lieutenant Commander aus der Royal Navy aus.

## Luftschiffe

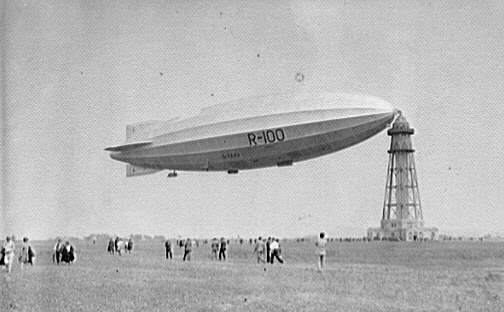
Luftschiff R100

Burney wurde Unternehmensberater bei Vickers. Im März 1922 schlug er der britischen Regierung und Vickers einen Plan vor über eine zivile Luftschifffahrt, welche das Britische Weltreich auf dem Luftweg zu verbinden sollte. Um seine Ideen besser durchsetzen zu können, ging Burney in die Politik und wurde 1922 als Abgeordneter der Conservative Party für den Wahlkreis Uxbridge ins House of Commons des britischen Parlaments gewählt. Er wurde 1923 und 1924 wiedergewählt; zu den Wahlen im Jahr 1929 trat er nicht mehr an und zog er sich aus der Politik zurück. Burneys Plan wurde 1924 als Imperial Airship Scheme angenommen. Burney wurde der Geschäftsführer des neu gegründeten Tochterunternehmens Airship Guarantee Company von Vikers. Das Unternehmen produzierte das Luftschiff R100. Der leitende Ingenieur war Barnes Wallis, der spätere Schriftsteller Nevil Shute Norway war ebenfalls im Team. Zwar baute ein anderer Hersteller noch das R101, aber nach einem Unfall im Jahre 1930 wurde die Idee der Luftschifffahrt aufgegeben.
Im Jahre 1929 publizierte Burney das Buch The World, the Air and the Future (auf Deutsch etwa Die Welt, die Luft und die Zukunft). In dem Buch hebt Burney die Bedeutung der Luftfahrt für das britische Weltreich hervor.
1921 heiratete er Gladys High aus Chicago. Das Paar hatte einen Sohn, Cecil Dennistoun Burney (1923–2002).
Beim Tod seines Vaters erbte Burney 1929 dessen Adelstitel als Baronet, of Preston Candover in the County of Southampton.

## Streamline Cars

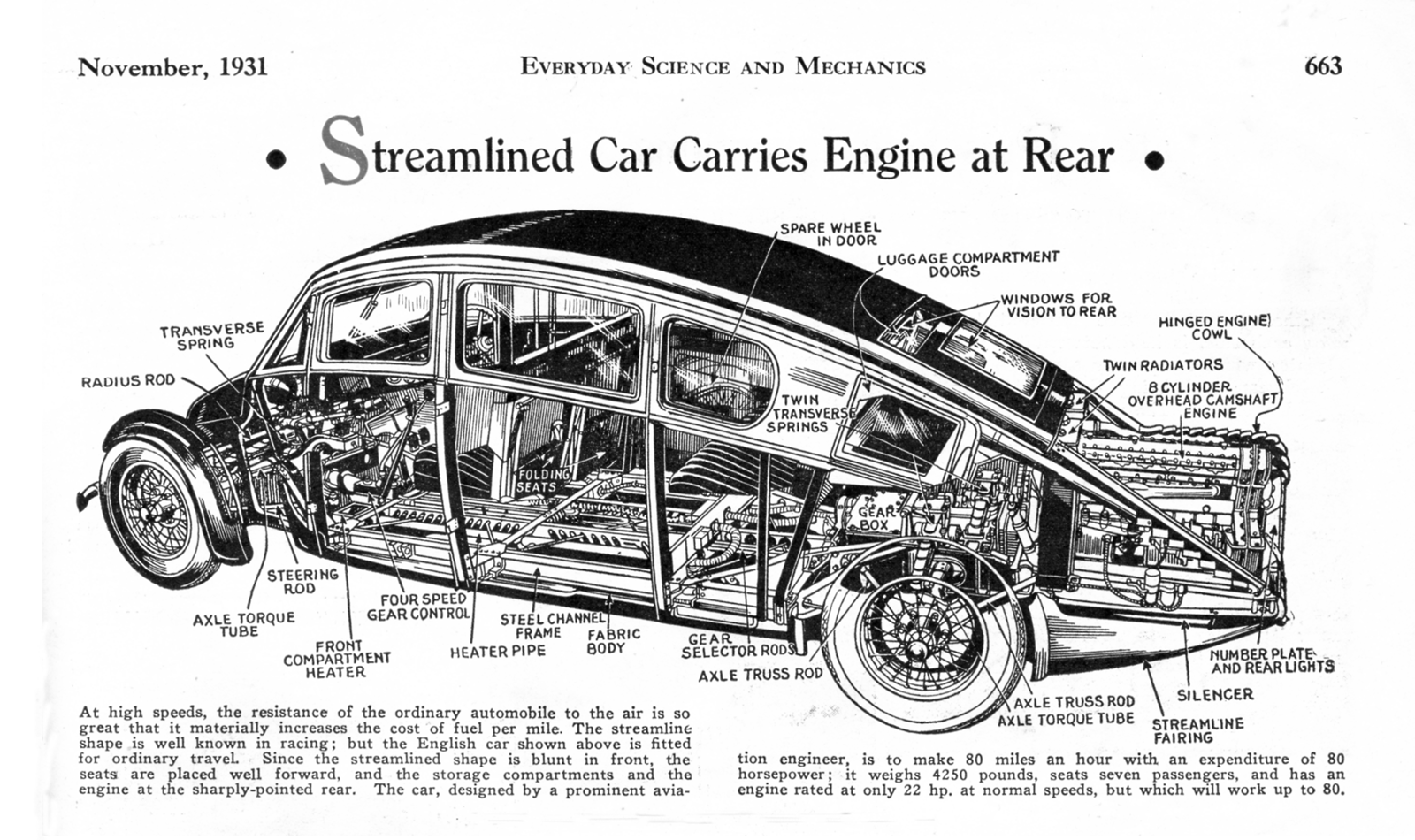
Das Burney-Auto, Patent: GB 320725

Seine persönlichen Interessen führten zur Gründung des Unternehmens Streamline Cars Ltd. Dort entwickelte und baute Burney fortschrittliche aerodynamische Autos mit Heckantrieb. Ab 1927 wurden dreizehn Fahrzeuge in Maidenhead gefertigt. Jedes Auto war ein Unikat und die Produkte waren eher darauf ausgelegt als Muster für die von Burney eingetragenen Patente zu dienen. 1933 kaufte Crossley Motors die Lizenzen und fertigte in den darauffolgenden Jahren etwa 25 weitere Fahrzeuge. Die Streamline Cars Ltd schloss 1934.

## Zweiter Weltkrieg

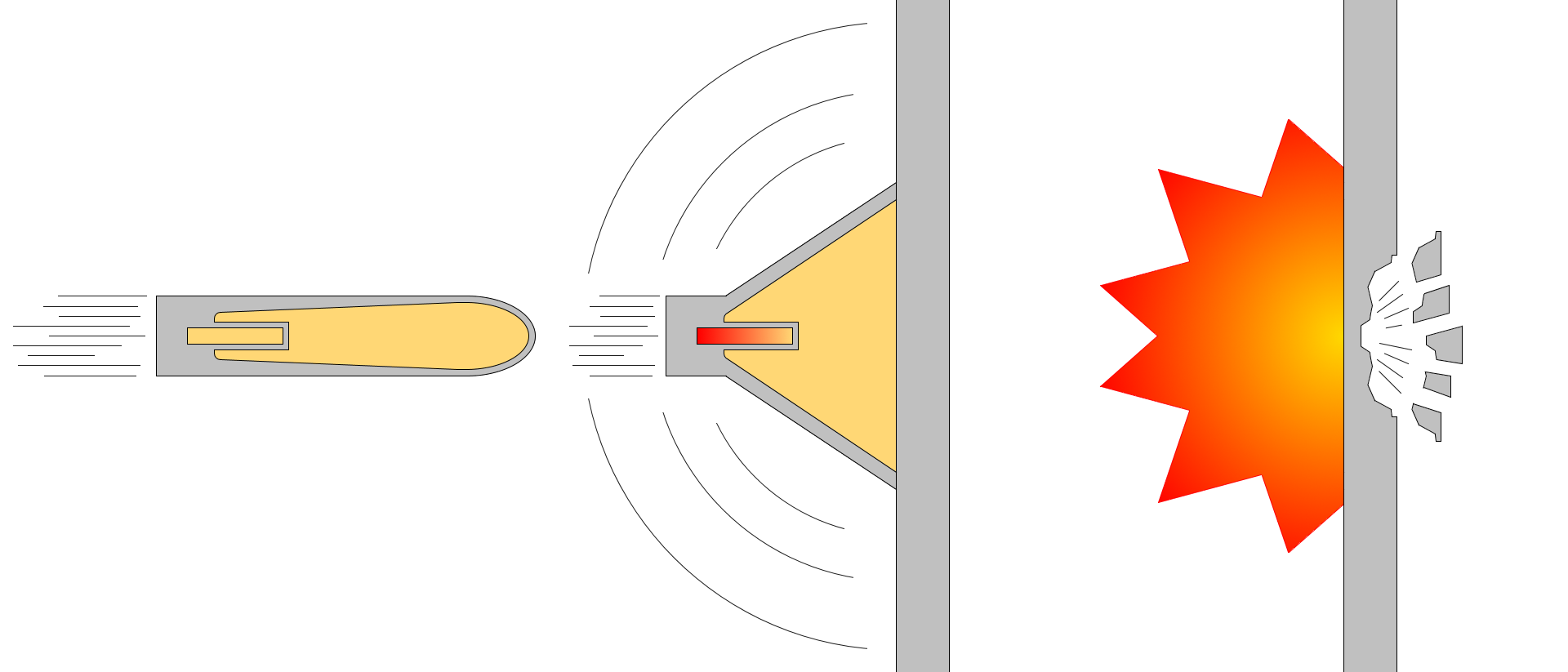
Quetschkopfgranate

Noch vor dem Zweiten Weltkrieg schlug Burney dem Air Ministry einen neuartigen Verbrennungsmotor vor. Da das Ministerium den Bau des Prototyps nicht finanzieren wollte, verfolgte Burney es nicht weiter.
Nach dem Ausbruch des Krieges, 1939, bildeten Burney mit Nevil Shute wieder ein Entwicklungsteam. Sie entwickelten den Gleittorpedo Toraplane und die Gleitbombe Doravane. Trotz viel Aufwand entwicklungs- und Testaufwand, konnte der Toraplane nicht mit zufriedenstellender Genauigkeit gestartet werden. Das Projekt wurde 1942 eingestellt.
Im Jahre 1940 entwarf er den Burney Amphibian; einen großen sechsmotorigen fliegenden Flugzeugträger, der vier Torpedobomber tragen sollte. Dieser abenteuerliche Entwurf wurde nie verwirklicht.
Burney geriet Ende 1941 in den Focus des Inlandsgeheimdienst MI5. Zum einen gab er ungenehmigt Informationen zum Toraplane ungenehmigt an US-Amerikaner. Zum anderen warf man ihm wegen dem anhaltenden Misserfolg ein Schwindler zu sein.
Aber es stellten sich auch Erfolge ein. So erfand Burney die Quetschkopfgranate (HESH) und eine neue Form des rückstoßfreies Geschütz. Das Muster Ordnance, RCL, 3.45 in wurde von der British Army angenommen, aber das Kriegsende verhinderte die Serienfertigung.

## Spätere Aktivitäten
Nach dem Krieg fokussierte sich sein Interesse auf Trawler. Er entwarf einen Katamaran-Trawler, eine Vorrichtung um den Fang leichter an Bord zu bekommen, eine geschleppte Sonarboje um Fischschwärme aufzuspüren und Kühlvorrichtung für die gefangenen Fische. Alles in allem reichte er von 1915 bis 1962 über hundert Patente ein. Im Jahre 1947 konnte er im Auftrag der britischen Montanindustrie Abbaurechte für Kohle und Eisen in Nordrhodesien sichern. In der Folge unterhielt er zwei Wohnsitze: in Rhodesien und auf Bermuda.

## Patent-Informationen
Charles Dennistoun Burney meldete etliche seiner Erfindungen mit Patent an. Nachfolgend eine unvollständige Übersicht:
- Patent  US1358358A: Apparatus for offense or defense against submerged or partiallysubmerged orstructions. Angemeldet am 18. September 1917, veröffentlicht am 9. November 1920, Erfinder: Charles Dennistoun Burney.‌
- Patent  GB320725A: Improvements in or relating to motor road vehicles. Angemeldet am 6. September 1928, veröffentlicht am 24. Oktober 1929, Erfinder: Charles Dennistoun Burney (Stromlinienauto).‌
- Patent  US2489953A: Projectile operating with rocket propulsion. Angemeldet am 4. September 1944, veröffentlicht am 29. November 1949, Erfinder: Charles Dennistoun Burney.‌
- Patent  GB590269A: Improvements in or relating to mobile high angle recoilless guns and their mountings. Angemeldet am 23. Oktober 1942, veröffentlicht am 14. Juli 1947, Erfinder: Charles Dennistoun Burney.‌
- Patent  GB581890A: Improvements in or relating to armour piercing projectiles. Angemeldet am 3. Januar 1942, veröffentlicht am 29. Oktober 1946, Erfinder: Charles Dennistoun Burney.‌